# Zuhair Murad
 (juillet 2011).
Si vous disposez d'ouvrages ou d'articles de référence ou si vous connaissez des sites web de qualité traitant du thème abordé ici, merci de compléter l'article en donnant les références utiles à sa vérifiabilité et en les liant à la section « Notes et références ».
Zuhair Murad (arabe : زهير مراد), né à Beyrouth au Liban, est un styliste libanais créant du prêt-à-porter, des collections « Couture », des robes de mariée, ainsi que les accessoires de mode dont des chaussures. Il est de nouveau « Membre invité » par la Chambre syndicale de la haute couture depuis 2012 et présente ses collections en parallèle du calendrier officiel parisien.

## Biographie
En 1997, il ouvre son premier atelier à Beyrouth et peu de temps après a établi une très grande réputation sur la scène internationale de la mode : en 1999, il est invité à défiler lors de la Semaine de la mode de Milan. En 2001, il est invité pour la première fois à présenter sa collection « Couture » en marge des défilés Haute couture. En 2007 il ouvre à Paris un espace de 400 m2 sur deux étages, mais le siège de sa Maison, agrandi en 2012, reste au Liban.
Zuhair Murad a déjà habillé des stars comme Catherine Zeta-Jones, Miley Cyrus, Kristen Stewart, Taylor Swift, Carrie Underwood, Ivana Trump, Beyonce Knowles, Jennifer Lopez, Kellie Pickler, Shakira, Katy Perry, Haifa Wehbe, Christina Applegate, Ana Ortiz, Vanessa Williams, Myriam Fares, Adele, Olivia Culpo,Eva Longoria,etc.
Il a également conçu la robe de Miss France 2009 Chloé Mortaud pour Miss Univers 2009 et les cinq robes pour les finalistes depuis l'élection de Miss France 2010. Il est également connu pour ses collections complètes de robes de mariée.
Zuhair Murad est officiellement nommé « Membre invité » de la Chambre syndicale de la haute couture en novembre 2012, et défilera lors de la Semaine de la mode à Paris en janvier 2013 ; à ce titre, bien que cela soit une forme de reconnaissance mondiale de son travail, il ne dispose pas de l'usage du terme « Haute couture ».